# QW Большого Пса
QW Большого Пса (лат. QW Canis Majoris) — одиночная переменная звезда в созвездии Большого Пса на расстоянии (вычисленном из значения параллакса) приблизительно 41496 световых лет (около 12723 парсеков) от Солнца. Видимая звёздная величина звезды — от +13,9m до +12,7m.

## Характеристики
QW Большого Пса — красная углеродная пульсирующая полуправильная переменная звезда типа SRB (SRB) спектрального класса C.